# Сейшелски син гълъб
Сейшелските сини гълъби (Alectroenas pulcherrimus), наричани също червеночели гълъби, са вид средноголеми птици от семейство Гълъбови (Columbidae).
Разпространени са по по-големите от Сейшелските острови, като популацията им бързо нараства след 70-те години на XX век, когато постепенно спира уловът им за храна от хората. Достигат дължина 25 сантиметра. Хранят се главно със семена и плодове.